# C. Antonelli
C. Antonelli war ein italienischer Hersteller von Automobilen.

## Unternehmensgeschichte
Clemento Antonelli gründete 1913 in Modena das Unternehmen zur Produktion von Automobilen. Der Markenname lautete Vespa. 1916 endete die Produktion kriegsbedingt.

## Fahrzeuge
Das einzige Modell war der 8 HP. Das Fahrzeug hatte einen Vierzylinder-Monoblockmotor mit seitlichen Ventilen, 1458 cm³ Hubraum und 20 PS Leistung. Die Motorleistung wurde über eine Kardanwelle an die Hinterachse übertragen. Die bauartbedingte Höchstgeschwindigkeit war mit 90 km/h angegeben.

## Renneinsätze
Claudio Sandonnio und Clemente Antonelli erreichten 1914 mit ihren Fahrzeugen den zweiten bzw. vierten Platz in ihrer Klasse beim Bergrennen Parma–Poggio di Berceto.